# Molí d'en Taloy
El Molí d'en Taloy és una obra de la Vall de Bianya (Garrotxa) inclosa a l'Inventari del Patrimoni Arquitectònic de Catalunya.

## Descripció
És un edifici de planta rectangular amb teulat a dues aigües. Bastit amb carreus ben treballats als cantoners i la resta fet amb pedra volcànica. Disposa de baixos, planta amb escala exterior i pis superior. La porta d'entrada al molí conserva la següent llinda: "IIREItGRABIEL IVTGLAR ANY". Unit al molí hi havia la "fàbrica nova", avui en ruïnes, i un molí paperer.

## Història
Consta que l'any 1798 pertanyia a Joan Rovira, que el va vendre a Gabriel Antiga, baster i comerciant a Olot, el 9 de març de 1799, junt amb unes terres dels Camps ses Forques. Tenien dret de prelació i fadiga en dita venda Gabriel Jutlar, àlies Taloy. Aquest va requerir d'Antiga perquè li firmés la revenda del molí i de les terres, resistint-se el comprador; començà un plet a l'audiència del Principat que fallà a favor d'en Jutglar el 10 de gener de 1805. De Gabriel Jutglar va passar al seu fill (1845) i d'aquest al seu net, que se'l va vendre a la raó social Morell-Castanys l'any 1866.